# Ilyrgodes
Ilyrgodes là một chi bướm đêm thuộc họ Erebidae.